# یواس‌اس کووانا دوم (اس‌پی-۵۹۴)
یواس‌اس کووانا دوم (اس‌پی-۵۹۴) (به انگلیسی: USS Kuwana II (SP-594)) یک کشتی بود که طول آن ۷۶ فوت (۲۳ متر) بود. این کشتی در سال ۱۹۱۱ ساخته شد.